# کلیم الله توحدی
کلیم الله توحدی (زاده ۱۳ دی ۱۳۲۰) مشهور به «کانیمال»، نویسنده، شاعر، موسیقیدان، عضو پیوستهٔ خانه موسیقی ایران و پژوهشگر کورد کرمانج شمال خراسان فرزند «اسدالله توحدی» و ساکن شهر شیروان است که در روستای اوغاز مرکز ایل سیوکانلو که آن زمان دارالعلم سرحد (قوچان-شیروان) خوانده می‌شد، دیده به جهان گشود.

## زندگی
او در مهر ماه ۱۳۲۷ پا به دبستان رودکی روستای اوغاز گذاشت و دوران ابتدایی را در خرداد ۱۳۳۵ به پایان رسانید؛ اما به دلیل فقر مادی پدرش، نتوانست ادامه تحصیل بدهد. در آن زمان فقط در قوچان دبیرستان وجود داشت. توحدی برای کمک به هزینه خانواده‌اش، تحصیل را ترک کرده و به دنبال چوپانی رفت.
در شهریور ۱۳۴۲ به خدمت سربازی رفت. او در طول زمان سربازی خویش توانست، شعر و موسیقی کرمانجی را وارد آن محیط کند. سربازی‌اش در شهریور ۱۳۴۴ به پایان رسید و به ناچار برای ادامه تحصیل، استخدام در ادارهٔ پلیس را برگزید و برای طی دوره آموزشگاه پلیس عازم تهران شد. او در دی ماه همان سال ۱۳۴۴ به خراسان برگشت و در شهربانی قوچان مشغول به خدمت شد و توانست با خرید کتاب و درس خواندن در امتحانات متفرقه شرکت کند و در تابستان ۱۳۵۰ به اخذ مدرک دیپلم نایل آمد و در کنکور سراسری دانشگاه پلیس پذیرفته شود. در شهریور ماه وارد دانشکده افسری شد و پس از چندی خدمت در آنجا به علت تاثیرپذیری که از دانشگاه تهران یافته بود از دانشگاه پلیس استعفا داد و سال بعد در کنکور سراسری در دانشگاه مشهد، دانشکده الهیات و معارف اسلامی پذیرفته شد و به کارهای فرهنگی پرداخت.
اشعار و مقالات ایشان را، روزنامه‌های خراسان و آفتاب شرق که در مشهد منتشر شدند و نیز در ویژه‌نامه‌های دانشگاه مشهد چاپ می‌شد.
در خرداد ۱۳۵۵ از دانشگاه مشهد فارغ‌التحصیل شد، و به ریاست فرهنگ و هنر شهرستان سرخس درآمد و راهی این شهر مرزی و تاریخی ایران شد و در آنجا به اداره فرهنگ و هنر سرو و صورت ویژه‌ای داد که به زودی مورد توجه مدیرکل فرهنگ و هنر خراسان و وزیر فرهنگ و هنر وقت قرار گرفت؛ که وزیر دستور داد او را به عنوان کاردار فرهنگی ایران به فرانسه بفرستند؛ کارها در حال انجام بود که انقلاب ۱۳۵۷ ایران روی داد و این اتفاق روی نداد.
در شهریور ۱۳۵۸ که برای کارهای تحقیقاتی به روستاها می‌رفت؛ بر اثر واژگونی اتومبیل‌اش و سقوط به دره، فرزندش «ابوالفضل» را از دست داد و صدمه شدید روحی خورد. در چنین بحرانی از سرخس به مشهد منتقل شد و رئیس بزرگ‌ترین کتابخانه عمومی خراسان شد که آرم آن به کتابخانه عمومی  شریعتی مشهد تغییر یافته بود.
در ۲ اردیبهشت ۱۳۹۸؛ نچیروان بارزانی نخست‌وزیر اقلیم کردستان از استاد توحدی تقدیر به عمل آورد و همزمان؛ خیابانی در شهر اربیل به اسم ایشان، نامگذاری شد.